# Reagy Ofosu
Reagy Baah Ofosu (Hamburg, 1991. szeptember 20. –) ghánai származású német labdarúgó, az UTA Arad játékosa.

## Pályafutása
Reagy Ofosu Hamburg-ban született és a Hamburger SV csapatában kezdett el futballozni. Pályafutása során Németországon kívül játszott Ausztriában, Hollandiában, Horvátországban és Szlovákiában, legutóbbi országban bajnoki címet is ünnepelhetett. 2018 őszén egy évre szóló szerződést kötött vele a magyar élvonalbeli Szombathelyi Haladás csapata.

## Sikerei, díjai
Spartak Trnava:
- Szlovák bajnok: 2017–18

 Universitatea Craiova:
- Román kupagyőztes: 2020–21
- Román szuperkupa-győztes: 2021